# سوق البرانسية (تونس)

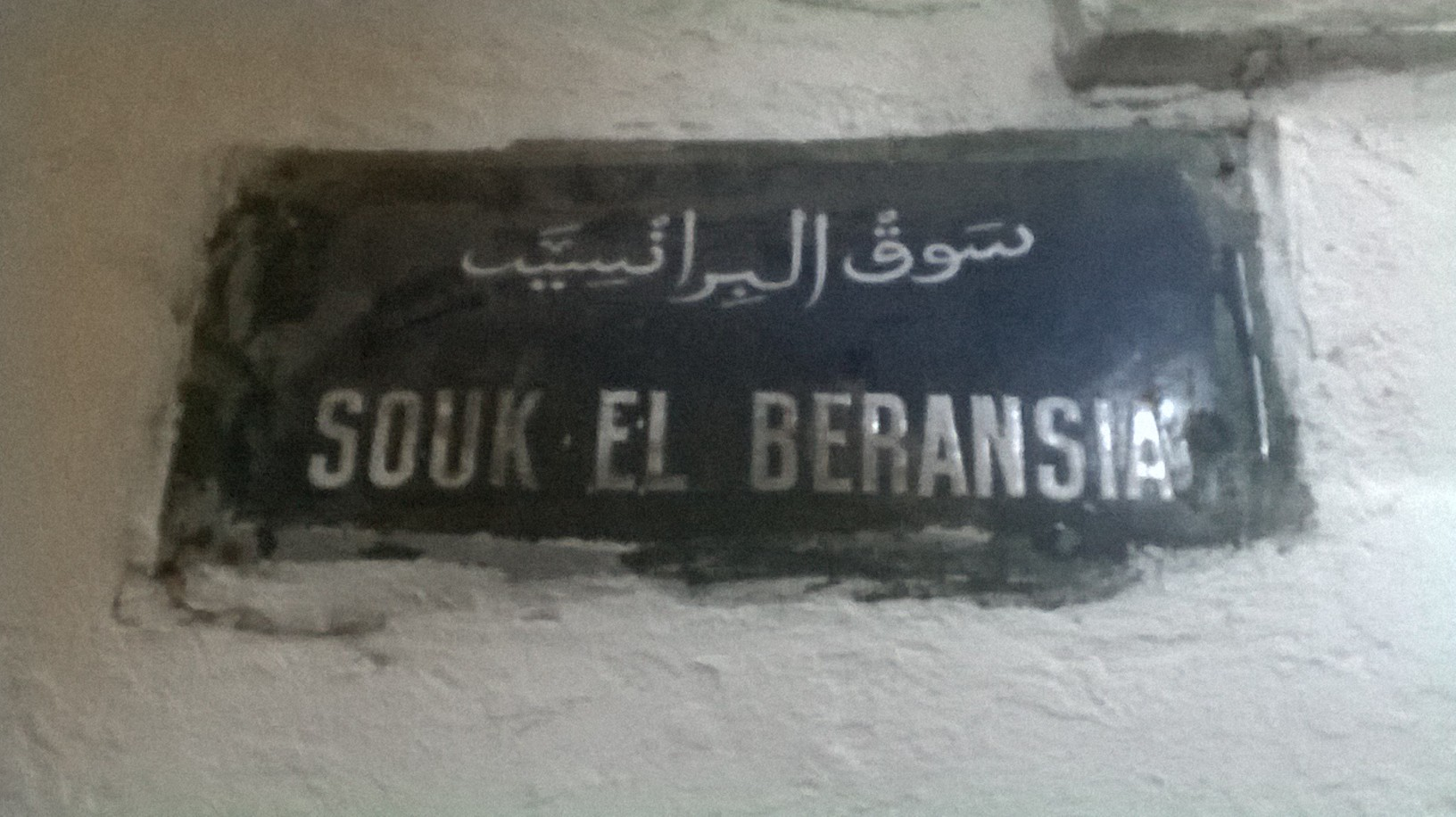
لوحة معدنية تشير إلى سوق البرانسية

سُوقُ البِرَانِسِيَّةِ هو أحد أسواق مدينة تونس، و البرانسية جمع البرانسي و هو الحرفي المتخصّص في صنع البُرْنُوس.

تخصصت هذه السوق في بيع وصنع البرنوس، كانت تخاط بها البرانيس الحريرية والصوفية والجبائب القرماسود بأنواعها وكان أغلب العاملين فيها من المسلمين و البرنوس هو معطف طويل عادة ما يكون من الصوف المنسوج له غطاء رأس مذبب وليس له أكمام وهو لباس من أصل بربري.

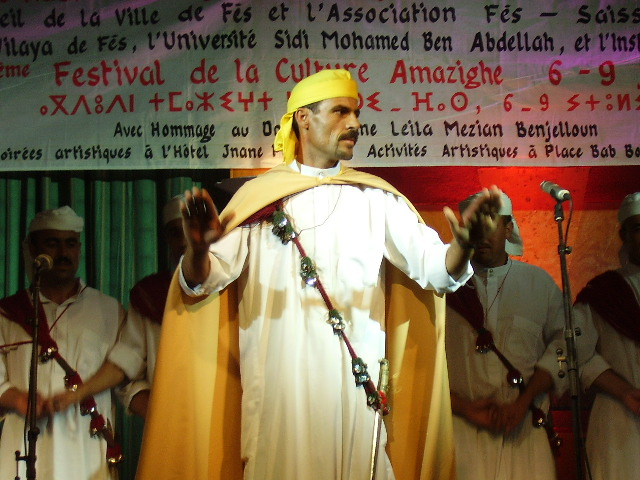
برنس حديث: المظهر الأمامي
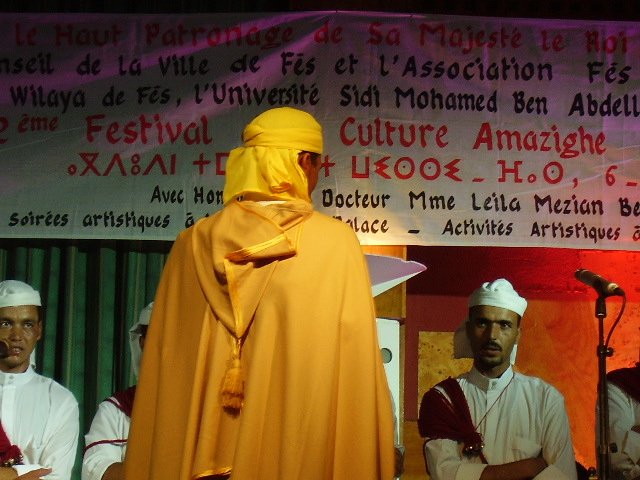
برنس حديث: المظهر الخلفي

## الموقع
تقع السوق غرب جامع الزيتونة، قرب سوق البركة.

## وصلات خارجية
- زيارة افتراضية لدكّان البرانسي